# Eupogonius vittipennis
Eupogonius vittipennis es una especie de escarabajo longicornio del género Eupogonius, tribu Desmiphorini, subfamilia Lamiinae. Fue descrita científicamente por Bates en 1885.

## Descripción
Mide 5-6 milímetros de longitud.

## Distribución
Se distribuye por Costa Rica, Guatemala, Honduras, Nicaragua y Panamá.